# Eonephila
Genre
Eonephila est un genre fossile d'araignées aranéomorphes de la famille des Araneidae.

## Distribution
Les espèces de ce genre ont été découvertes dans de l'ambre de la mer Baltique et de Bitterfeld en Saxe-Anhalt en Allemagne. Elles datent du Paléogène.

## Liste des espèces
Selon The World Spider Catalog 17.5 :
- †Eonephila bitterfeldensis Wunderlich, 2004 ;
- †Eonephila excellens Wunderlich, 2004 ;
- †Eonephila longembolus Wunderlich, 2004.

## Publication originale
- (en) Wunderlich, 2004 : Fossil taxa of the family Araneidae (Araneae) inclusively Nephilinae in Baltic and Dominican amber, with the description of a new extinct subfamily and notes on selected extant taxa. Beiträge zur Araneologie, vol. 3, p. 956–997.